# 恥 (小説)
「恥」（はじ）は、太宰治の短編小説。

## 概要
| 初出     | 『婦人画報』1942年1月号                            |
| 単行本   | 『女性』（博文館、1942年6月30日）                  |
| 執筆時期 | 1941年11月10日前後から25日頃までの間に脱稿（推定） |
| 原稿用紙 | 20枚                                               |

## あらすじ
「タマル、灰を其の首（こうべ）に蒙（かむ）り、着たる振袖を裂き、手を首にのせて、呼はりつつ去（さり）ゆけり」
和子は「サムエル記」下・第13章19節を引用し、友人の菊子に訴える。「可愛そうな妹タマル。わかい女は、恥ずかしくてどうにもならなくなった時には、本当に頭から灰でもかぶって泣いてみたい気持になるわねえ」
和子はあるとき小説家の戸田に手紙を出した。戸田の小説には無数の欠点を認めるが、底にある一種の哀愁感を尊いものだと信じるという内容の手紙であった。自分の住所と名前は書かなかった。それからのち『文学世界』の今月号に掲載された戸田の短編小説『七草』を読み、和子は驚く。主人公の名前は和子で年齢も同じ23歳。父親が大学教授である点まで同じであった。和子は戸田が手紙からヒントを得て、新聞社の友人あたりに頼んで和子の名前を突きとめ小説を書いたのだろうと推測する。和子は自分の名前を明かし、再度戸田に手紙を出す。4、5日して戸田から葉書がくる。
和子は翌朝、急に戸田に会いたくなり、身支度を始めた。戸田は秋になると脚気が起こって苦しむということを小説で知っていたので、ベッドの毛布を一枚風呂敷に包んで持っていくことにした。

## 備考
- 2015年2月10日刊行の『女性作家が選ぶ太宰治』（講談社文芸文庫）に、「女生徒」「母」「古典風」「思い出」「秋風記」「懶惰の歌留多」などと共に収録された。「恥」を選んだのは角田光代[2]。